# Albion (Iowa)
Albion é uma cidade localizada no estado americano de Iowa, no Condado de Marshall.

## Demografia
Segundo o censo americano de 2000, a sua população era de 592 habitantes.
Em 2006, foi estimada uma população de 576, um decréscimo de 16 (-2.7%).

## Geografia
De acordo com o United States Census Bureau tem uma área de
1,5 km², dos quais 1,5 km² cobertos por terra e 0,0 km² cobertos por água.

## Localidades na vizinhança
O diagrama seguinte representa as localidades num raio de 16 km ao redor de Albion.